# Barrio del Oeste
El Barrio del Oeste, oficialmente denominado Carmelitas-Oeste, perteneciente a la ciudad de Salamanca, está situado entre la Avenida Villamayor, paseo del Doctor Torres Villarroel y el paseo de las Carmelitas que es la frontera al centro de la ciudad;  la avenida de Portugal, que lo separa en su parte este al barrio Vidal. Otras calles importantes son la calle Fray Luis de Granada, que cruza el barrio de sur a norte, la calle Wences Moreno que enlaza la plaza del Oeste con la puerta de Zamora. Cuenta con una población empadronada en el año 2014 de 8.811 habitantes.

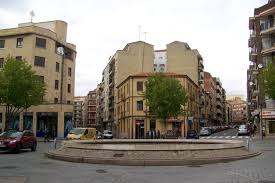
Plaza del Barrio del Oeste

## Historia

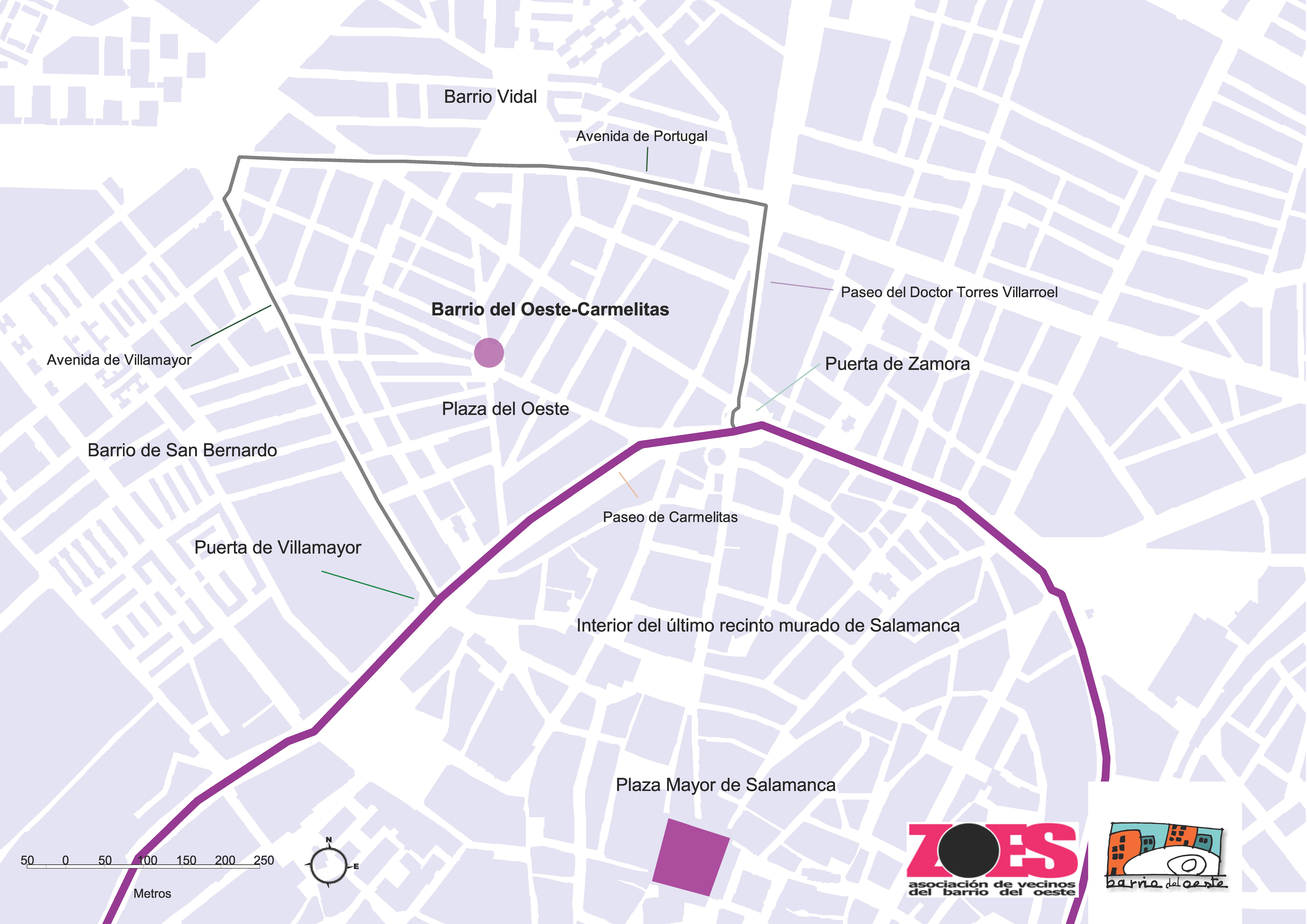
Plano de situación del Barrio Carmelitas-Oeste.

### Base territorial
El Barrio del Carmelitas-Oeste coge su nombre por su situación y como otros barrios de la primera expansión de la ciudad, de los edificios singulares que se ubicaron en dicho lugar. En este caso se trata del convento de las Carmelitas Descalzas fundado en 1571 que se ubicaría a partir del 1614 en lo que era la parte exterior del último recinto murado de Salamanca junto a la llamada puerta de Villamayor. Actualmente aún se puede observar parte de lo que fue este convento en la Iglesia del Monte Carmelo en la plaza de Carmelitas.
Las únicas y escasas construcciones que existían desde este momento hasta el siglo XX serían las que se sitúen atraídas por la actividad de las puertas de la cerca que se constituía como elemento defensivo y recinto de control económico. La zona que hoy ocupa el barrio del Oeste limita con la cerca hoy desaparecida por el sureste, entre la mencionada puerta de Villamayor y la puerta Zamora. 
Si las puertas son importantes para entender la conformación del barrio, también lo son los caminos que salen de ellas y que constituyen en la actualidad sus ejes delimitadores y estructurantes. De la puerta de Villamayor salía el camino a Villamayor que forma en la actualidad la avenida de igual nombre y que marca el límite con el barrio de San Bernardo por el oeste. Al este el camino a Zamora, en la actualidad paseo de Torres Villarroel, forma su límite con el barrio de Labradores llamado con anterioridad de los Mínimos. El principal eje interior del barrio en la actualidad, la avenida de Italia, salía de la puerta Zamora hacía Ledesma.
Para explicar el límite norte que lo separa del barrio Vidal se debe aludir a la construcción del ramal del ferrocarril que enlazaría con Portugal por el norte de la ciudad desde la estación de ferrocarril y que atravesaba el río Tormes por el antiguo puente de La Salud. Este ramal norte terminado de construir en 1896 es el origen de la actual avenida de Portugal y con el que se terminan de definir los límites actuales del barrio. Es de interés saber que en esta zona la vía del tren se dispuso elevada sobre terraplenes para permitir el paso inferior en los cruces de los caminos principales y cauces de agua. Una vez desmantelada en 1957, se mantuvo la calle al nivel de la vía, siendo esta la razón para entender los desniveles que existen en esta zona en la actualidad.
Otra de los elementos que sirven para entender la estructura del barrio es la antigua presencia de dos cauces, hoy soterrados, en forma de regatos llamados de la Salitre y del Anís que discurrían en sentido descendente de norte a sur por la calle Álvaro Gil el primero, y las calles Mallorca y Fray Luis de Granada el segundo. Ambos regatos terminaban confluyendo y vertiendo sus aguas en el antiguo arroyo de los Milagros en el interior de la cerca junto al convento de las Úrsulas. Estos dos cauces permiten entender las pendientes de subida y bajada a aquellos que atraviesen el barrio en dirección este-oeste.
Por último es necesario señalar la existencia del llamado granero de la Duquesa de Alba o de los reyes Católicos que se situaba hasta su derribo en la segunda mitad del siglo XX en la avenida de Villamayor en lo que sería la prolongación de la actual calle del Granero.

### Primera mitad delsigloXX[3][4]
Con la expansión de la población en las ciudades a principios del siglo XX, Salamanca busca en el exterior de su antigua cerca espacios para dar cabida a la demanda de nuevos edificios de viviendas. Es en esta época cuando se comienzan a realizar las primeras construcciones del barrio en las llamadas Eras de Carmelitas y Eras de la Glorieta. Estas primeras actuaciones se realizaron al amparo de una normativa de ensanche propia del siglo XIX que facilitaba a la iniciativa privada sin intervención y control del Ayuntamiento, pero con la obligación municipal de dotar de servicios a las nuevas construcciones. Esta falta de control y planificación inicial municipal dio lugar a muchos de los trazados de calles actuales del barrio. Los problemas que la iniciativa privada causaba con las obligaciones que el Ayuntamiento tenía que asumir dieron lugar al paulatino cambio en los procedimientos y en la obligación de los promotores a adecuar sus propuestas al control municipal con los planos de alineaciones. En este momento, ante la urgencia y prioridad para construir viviendas, no existía la obligación de dotar a estos espacios de los adecuados equipamientos y espacios libres públicos. 
En este primer momento las construcciones que se realizaban eran viviendas de uno o dos pisos, con la particularidad en algunos casos de disponer de algún jardín o espacio libre frente a la edificación. A diferencia de otros barrios del entorno como el de Vidal o de San Bernardo, la iniciativa de estas viviendas fue privada y ajena a las actuaciones de las denominadas “viviendas baratas”, lo que motivaba la presencia de población con mayores recursos.
De estos momentos iniciales y primera etapa del barrio quedan pocos edificios en la actualidad. Entre los que quedan nos podemos encontrar con un edificio de estilo Neo-Barroco en la Avda. de Italia 36, un cierto número de edificios racionalistas, para dar paso a otro pequeño número de edificios del denominado “Historicismo” posterior a la guerra civil.
Sin embargo el barrio mantiene en gran parte la estructura, distribución y morfología de calles que caracterizan en la actualidad al barrio. Para entender estos inicios podemos observar el primer plano topográfico de la ciudad de Salamanca, denominado el plano de la República de 1934, o las fotografías aéreas del vuelo americano de la serie A de los años 1944 y 1945. En ellos vemos aún la presencia del convento de las Carmelitas, el Granero, y como aún quedaban por completar la trama en la esquina nor-oeste al final de la actual calle Vitigudino. 

### Tras la Guerra Civil
Tras la Guerra Civil Salamanca había quedado muy desmejorada, en especial la parte histórica y el centro urbano, donde residía la mayor parte de la burguesía o personas con posibles.Fueron muchos los que decidieron construir sus viviendas unifamiliares, generalmente con jardín y hechas de sillería de piedra franca con rejerías de hierro en el nuevo ensanche. En esos mismos momentos de posguerra, el Barrio del Oeste se componía de un conjunto de viviendas unifamiliares con jardines y una población con un alto nivel de vida.

### El Barrio del Oeste en 1960
En los años sesenta el barrio sufrió un cambio drástico debido a dos fenómenos: la emigración rural a las ciudades y el baby boom. Como consecuencia se destruyeron aquellas viviendas para construir bloques de pisos con la finalidad de optimizar el espacio urbanizable.
Las construcciones que se hicieron reflejan la necesidad de la época de construir rápidamente y a bajo coste. La mayoría de viviendas unifamiliares de los años 30 y seguidos fueron destruidas al final de los años 50-60. Según cuentan los vecinos del Barrio, en la mayoría de los casos, un promotor destruía todo y daba un piso al propietario de la vivienda. Estos años fueron entonces un periodo de destrucciones de gran envergadura.*
A pesar de que las normas urbanísticas no eran muchas, los constructores encargados de edificar en el Oeste no las respetaron y construyeron en zonas no edificables, sin aceras y sin asfaltar. El Ayuntamiento de Salamanca por aquel entonces no dio más solución a los vecinos que la de pagar Contribuciones Especiales por el asfaltado de las calles, todas de tierra. Finalmente se consiguió detener esta ley que obligaba a pagar a los vecinos. 
Para concluir, la última de estas viviendas unifamiliares con jardín de la década de los 30 fue derruida en 2004. 

### El Barrio del Oeste en 1970. Problemas en el barrio.
Una década más tarde el Barrio del Oeste y sus vecinos seguían conviviendo entre calles de barro y viviendas construidas sobre terreno no urbanizable. Esto suponía problemas como numerosos accidentes de personas que resbalaban por el barro, calles oscuras y sin luz, pues al no haber aceras tampoco existía una red eléctrica y problemas en las mismas viviendas. 
El problema más elemental era que el agua no subía a las casas más allá del segundo piso. Las consecuencias de ello alteraban la vida cotidiana de las familias pues en las horas más frecuentes de uso del agua era imposible hacerlo debido a la poca presión de las tuberías. Las tareas domésticas en el Barrio del Oeste se llevaban a cabo generalmente de madrugada, si no,  los vecinos corrían el riesgo de quemar el calentador de agua. Hay testimonios de que para evitar esto en muchos edificios instalaron un motor en el portal con el consiguiente gasto de instalación y mantenimiento. 
Finalmente comenzaron fuertes protestas por los citados problemas de agua y asfaltado. El propio alcalde reconoció la gravedad del asunto y las obras de saneamiento y urbanización comenzaron en el barrio en las condiciones ya dichas de no pagar Contribuciones Especiales.

## Historia Asociación ZOES
Debido a las dificultades por las que el barrio pasó con la construcción de nuevos bloques de edificios en los años se crea en el barrio una Asociación de Vecinos en 1977 que tuviera voz en el Ayuntamiento. Así es como nace ZOES (Zona Oeste) de mano de Teresa Ustáriz, Carmen G.ª-Rosado y “Pepe” y “Marisa” entre otros vecinos.
Las andaduras de la asociación comenzaron de manera humilde y clandestina. Los fundadores confiesan hacer pequeñas reuniones que convocaban mediante papelitos pegados de madrugada en los portales, pues en la fecha de la fundación de la asociación aún se consideraban estos actos como subversivos. La cuota inicial de la asociación era de 25 pesetas al mes por persona para sufragar pequeños gastos como la impresión de panfletos para comunicar a los vecinos cómo iban los trámites y expresar las quejas del Barrio al Ayuntamiento.

### El Rastro
Con el fin de recaudar fondos para la organización y dar a conocer el barrio, desde la Asociación ZOES se decidió organizar un pequeño rastro. La Organización hubo de pedir permisos. Aunque la petición fue denegada desde el Ayuntamiento la Organización decidió seguir adelante con el proyecto. Finalmente, y supuestamente gracias a las elecciones municipales, el Ayuntamiento no intervino y el rastro pudo llevarse a cabo con normalidad aunque sin permiso.
Los métodos usados para publicitar el rastro fueron variados, los más singulares consistían en pintadas por las tapias rezando la fecha y hora del encuentro.  Los artículos a vender eran donados por los mismos vecinos. 
Tras las Elecciones Municipales el permiso para el rastro fue concedido, con lo que llegaron mejoras como el corte del tráfico y la publicidad a otros comerciantes: el rastro del oeste creció hasta llenar la Plaza del Oeste por completo. 
Cuando Fernández de Trocóniz tomó el mando en el Ayuntamiento se planteó trasladar de lugar el Rastro. Esta decisión no fue bien acogida en el Barrio del Oeste, pues los comercios beneficiados del mercadillo (bares, cafeterías, etc) se veían seriamente perjudicados. Aun así la reforma se llevó a cabo trasladando el mercadillo a la ribera del Río Tormes. Allí permaneció hasta su traslado a la Aldehuela, donde se consolidó como el rastro actual de Salamanca.

## Proyecto Galería Urbana

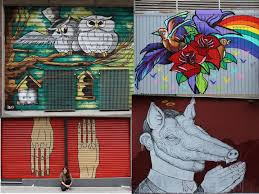
Cocheras del Barrio del Oeste decoradas por los artistas siguiendo el proyecto Galería Urbana

Pero este barrio ha alcanzado su apogeo con el proyecto Galería Urbana, el cual se llevó a cabo siguiendo una iniciativa organizada conjuntamente entre esta asociación y el colectivo LemARTE cuyo objetivo perseguido es el de facilitar a los jóvenes artistas un lugar para expresarse.
El arte urbano de este conocido barrio de Salamanca comenzó en el mes de junio del año 2013, un grupo de 25 artistas iniciaron este proyecto con el propósito de “acercar el arte a la calle, sacarlo de las galerías y confrontarlo con los vecinos”.
Estas asociaciones buscaron artistas para desempeñar las obras en esta plaza de Salamanca, concretamente estudiantes de la Facultad de Bellas Artes.
En la segunda fase llevada a cabo en septiembre se sumaron más artistas llegando a 32 en total.

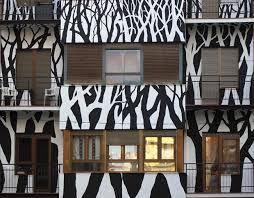
Fachada de un edificio decorado semejando un bosque en blanco y negro

Representaron sus obras en cocheras de calles como Antonio Espinosa, Fray Luis de Granada, Granero, Joaquín Costa, Juan de Juni, Palacio Valdés, Papín o Valle Inclán.
Asimismo, han sido objeto de sus obras otros elementos del barrio como las fachadas de los edificios, uno de los más destacados se sitúa en la calle Wences Moreno nº 13 intervenido por Pablo S. Herrero el cual ha decorado dicha fachada con un bosque en blanco y negro que asciende a lo largo de todo el bloque del edificio. 
Para llevar a cabo esta iniciativa artística se organiza un concurso para jóvenes artistas entre 18 y 30 años, Lemarte son las encargadas de coordinar la parte artística, eligiendo los bocetos mandados por los artistas dependiendo de los garajes con los que dispongan. 
Este proceso es realizado en el mes de junio cada año, en el que se pintan las obras elegidas durante tres días.

## Repercusión y futuro
Esta iniciativa de galería urbana no fue acogida positivamente al plantear este proyecto a las comunidades de vecinos del barrio, sin embargo una vez iniciada provocó expectación a sus habitantes ya que la plaza y el barrio gozan de una realidad artística distinta al resto de Salamanca, pues pretendían cubrir las pintadas con grafitis artísticos que le otorgara belleza al barrio.
Este proyecto ha provocado un aumento de turismo en dicha zona salmantina e incluso los vecinos se ofrecen a colaborar prestando locales para guardar materiales o escaleras para la decoración de fachadas.
Debido a la expectación que provocó esta iniciativa en el Barrio del Oeste, Salamanca cuenta con dos nuevos espacios decorados con arte urbano gracias al programa de grafitis promovido por el Ayuntamiento de Salamanca. 
Se han concluido algunas obras en zonas como la calle San Justo y el Paseo de la Estación.
El Ayuntamiento otorga una ayuda a los jóvenes artistas de 500 € para el material necesario para los grafitis.
Los jóvenes consiguen explorar el arte de manera urbana y que los grafitis sean valorados como arte y no sean tachados como delincuencia juvenil. 
La intención de estos artistas y la colaboración de las asociaciones y colectivos pertinentes permiten adoptar una mentalidad más abierta hacia la decoración de fachadas en la ciudad, otorgándole un aspecto juvenil y distinto a la capital salmantina.